# Grønhaug

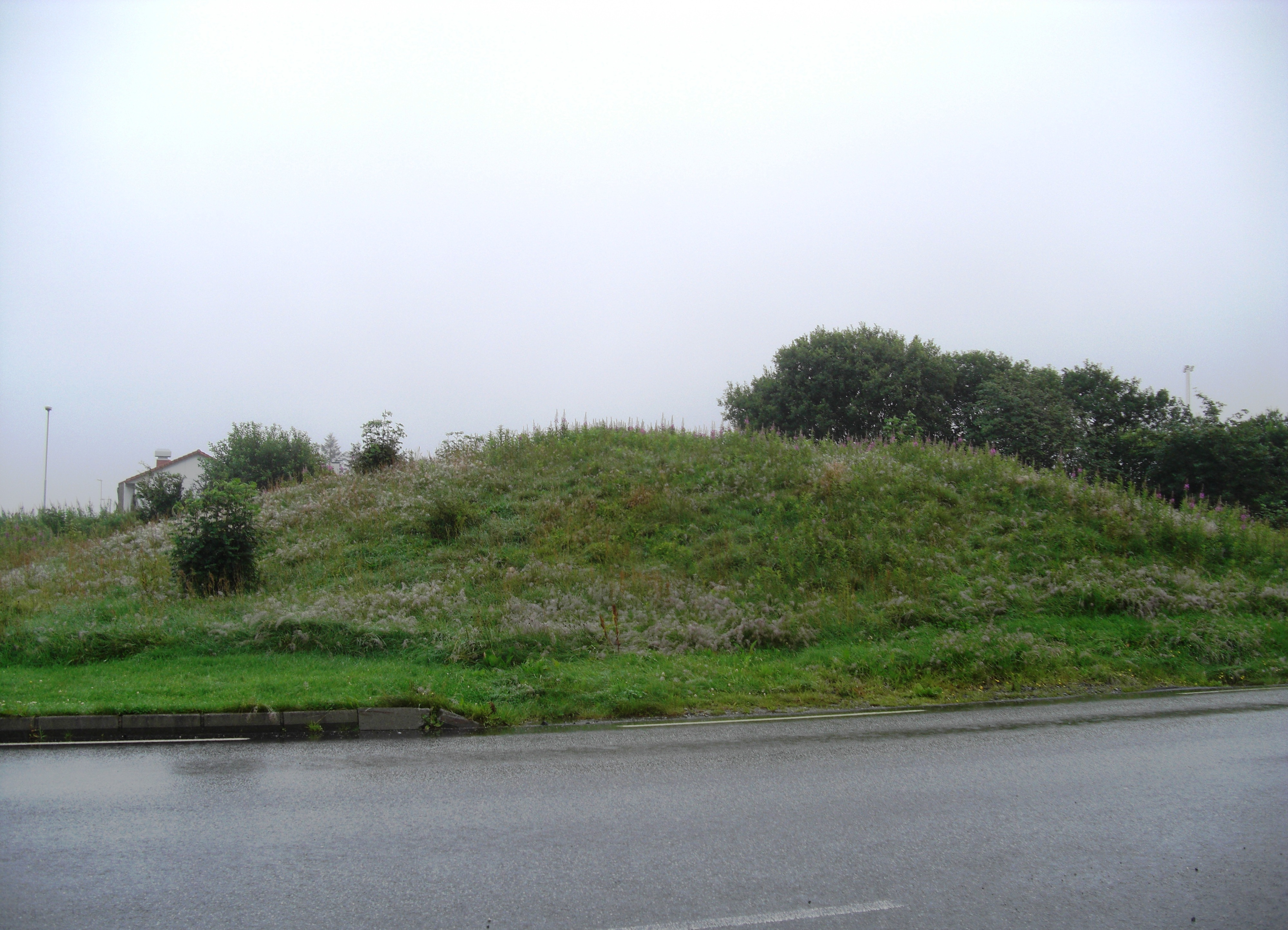
Grønhaug

Der Grønhaug (deutsch „grüner Hügel“) ist ein großer Grabhügel mit einem Schiffsgrab, etwa einen Kilometer nördlich von Avaldsnes auf Karmøy im norwegischen Fylke Rogaland. Der Hügel wurde 1902 von Haakon Shetelig (1877–1955) untersucht. Er enthielt ein etwa 15,0 Meter langes Boot mit den Überresten eines Männergrabes aus dem späten 8. Jahrhundert.
Der vier Meter hohe Hügel hat etwa 30,0 Meter Durchmesser und liegt in einer Reihe bronzezeitlicher Hügel. Ursprünglich wurde daher angenommen, dass der Hügel aus der Bronzezeit stammt. Dies war der Anstoß für Shetelig, sich, von Oscar Montelius inspiriert, auf die Bronzezeit zu spezialisieren.
Es gab eine längliche Eintiefung im Hügel, aber Shetelig hielt die Existenz eines intakten zentralen Grabes für möglich. Er drang mit einem Schacht von der Nordseite in den Hügel und stellte fest, dass der Hügel einen Steinkern besaß – eine nicht ungewöhnliche Aufführung bei den norwegischen Grabhügeln. Im Kern gab es einen Hohlraum und in diesem befand sich ein Boot. Darin lagen die Überreste eines geplünderten und zerstörten Grabes. Trotzdem waren einige Gegenstände erhalten. Am spektakulärsten sind das Fragment eines englischen Glasbechers und gedrehte Holzperlen. Teile des Skeletts und Überreste von Textilien wurden ebenfalls im Hügel gefunden. Shetelig machte keinen Versuch, das Grab genauer zu datieren, ging aber davon aus, dass es aus der Wikingerzeit (800–1050 n. Chr.) stammt.
1980 unternahm Bjørn Myhre den Versuch, mehrere norwegische Schiffs- und Bootfunde zu datieren, darunter auch das Grønhaug-Boot. Er kam nach der Schiffstechnik und der radiologischen Datierung in die Wikingerzeit. Später führte Arnfrid Opedal mehrere C14-Untersuchungen durch und gelangte zu einer genaueren Datierung in die Wikingerzeit (etwa 880–970 n. Chr.). 2009 gelang eine dendrochronologische Datierung. Sie zeigte, dass das Boot um 780 gebaut wurde und zwischen 790 und 795 n. Chr. in den Grabhügel gelangte. Es gilt daher als ältestes Schiffsgrab in den Nordischen Ländern.